# Jeleni Róg (Kruklanki)
Jeleni Róg (deutsch Frankenort) ist ein kleiner Ort in der polnischen Woiwodschaft Ermland-Masuren. Er ist ein Wohnplatz der Ortschaft Podleśne (Knobbenort) im Verbund der Landgemeinde Kruklanki (Kruglanken) im Powiat Giżycki (Kreis Lötzen).
Jeleni Róg liegt südlich vom Großen Lenkuk-See (polnisch Jezioro Łękuk) im nördlichen Osten der Woiwodschaft Ermland-Masuren. Bis zur früheren Kreisstadt Angerburg (Węgorzewo) sind es 22 Kilometer in nordwestlicher Richtung. Die heutige Kreismetropole Giżycko (Lötzen) liegt 20 Kilometer in südwestlicher Richtung entfernt.

## Geschichte
Das kleine Gutsdorf Frankenort wurde im Jahre 1709 gegründet. Im Jahre 1874 wurde der Gutsbezirk Frankenort in den neu errichteten Amtsbezirk Kutten (polnisch Kuty) eingegliedert, der zum Kreis Angerburg im Regierungsbezirk Gumbinnen der preußischen Provinz Ostpreußen gehörte. Im Jahre 1910 zählte Frankenort 46 Einwohner.
Am 30. September 1928 gab Frankenort seine Selbständigkeit auf und wurde mit dem Nachbarort Groß Lenkuk (polnisch Łękuk Wielki) in die Landgemeinde Knobbenort (Podleśne) eingemeindet.
In Kriegsfolge kam das kleine Dorf 1945 mit dem gesamten südlichen Ostpreußen zu Polen und trägt seither die polnische Namensform „Jeleni Róg“. Heute ist es ein nicht selbständiger Wohnplatz der Ortschaft Podleśne, die zum Verbund der Landgemeinde Kruklanki (Kruglanken), jetzt im Powiat Giżycki (Kreis Lötzen), gehört und vor 1998 der Woiwodschaft Suwałki, seither der Woiwodschaft Ermland-Masuren zugeordnet ist.

## Religionen
Kirchlich war Frankenort bis 1945 sowohl der evangelischen Kirche Kutten in der Kirchenprovinz Ostpreußen der Kirche der Altpreußischen Union als auch der katholischen Pfarrkirche Zum Guten Hirten Angerburg im Bistum Ermland zugeordnet. 
Heute gehört das Dorf zur katholischen Pfarrkirche Kruklanki im Bistum Ełk (Lyck) der Römisch-katholischen Kirche in Polen und auch zur evangelischen Pfarrei Giżycko (Lötzen) mit der Filialgemeinde Pozezdrze (Possessern, 1938 bis 1945 Großgarten) in der Diözese Masuren der Evangelisch-Augsburgischen Kirche in Polen.

## Verkehr
Verkehrstechnisch ist Jeleni Róg lediglich über einen Landweg von der Ortschaft Podleśne (Knobbenort) aus zu erreichen. Eine Bahnanbindung besteht nicht.